# Ematurga aceraria
Ematurga aceraria là một loài bướm đêm trong họ Geometridae.